# Републикански път III-8681
Републикански път IIІ-8681 е третокласен път, част от Републиканската пътна мрежа на България, преминаващ изцяло по територията на Смолянска област. Дължината му е 10,8 km.
Пътят се отклонява наляво при 0,4 km на Републикански път III-868 в северозападната част на град Рудозем и се насочва на запад, нагоре по долината на река Арда. Преминава през село Бяла река и центъра на село Смилян се свързва с Републикански път III-8683 при неговия 9.4 km.
| Пътища, отклоняващи се надясно (населено място, № на пътя, посока на пътя) | km   | Пътища, отклоняващи се наляво (посока на пътя, № на пътя, населено място) |
| -------------------------------------------------------------------------- | ---- | ------------------------------------------------------------------------- |
| Община Рудозем, III-868, 0,4 km, гр. Рудозем ←                             | 0,0  | ← гр. Рудозем, 0,4 km, III-868, Община Рудозем                            |
| с. Бяла река                                                               | 3    | с. Бяла река                                                              |
| Община Смолян                                                              | 5,5  | Община Смолян                                                             |
|                                                                            | 6,1  | → общински път (за с. Вълчан)                                             |
| (от 19 km на III-868) III-8683, 9.4 km, с. Смилян →                        | 10,9 | → с. Смилян, 9.4 km, III-8683 (до с. Горна Арда)                          |